# Брановии
Брановиите (на латински: Brannovices, Brannovi; Aulerques Brannovices) са келтско - галско племе от групата авлерки.
Живели са на река Йона, до днешен Макон в департамент Сон е Лоар, регион Бургундия в Източна Франция.
Името им се превежда като „Гарван борци“.
Те се отделят от главното племе през 52 пр.н.е. и стават клиенти на едуи (Aedui, Haedui) и се бият против римляните.